# Plaça Major (Sant Llorenç Savall)
La Plaça Major és una plaça del municipi de Sant Llorenç Savall (Vallès Occidental) protegida com a bé cultural d'interès local.

## Descripció
La plaça Major de Sant Llorenç Savall és el centre del poble i per on passa la principal via de comunicació cap a Gallifa i Llinars del Vallès. L'edifici principal de la plaça és l'església parroquial. Sota la pavimentació de la plaça hi ha una galeria subterrània que desemboca en una rodona amb dotze capelletes i un banc.

## Història
Es va descobrir aquest espai soterrani amb les obres de reestructuració de la plaça el 1982. L'origen és baix-medieval i devia ser un espai de culte religiós.